# Karlos Nasar
Karlos May Nasar (en búlgaro: Карлос Мей Насар; París, 12 de mayo de 2004) es un deportista búlgaro que compite en halterofilia.
Participó en los Juegos Olímpicos de París 2024, obteniendo una medalla de oro en la categoría de 89 kg.
Ganó dos medallas de oro en el Campeonato Mundial de Halterofilia, en los años 2021 y 2024, y cinco medallas en el Campeonato Europeo de Halterofilia entre los años 2021 y 2025.
En 2024 estableció tres nuevas plusmarcas mundiales de la categoría de 89 kg: en los Juegos Olímpicos en dos tiempos (224 kg) y en el Campeonato Mundial en arrancada (183 kg) y en el total (405 kg). En abril de 2025 estableció dos plusmarcas mundiales de la categoría de 96 kg: arrancada (188 kg) y en el total (417 kg).

## Palmarés internacional
| Juegos Olímpicos   | Juegos Olímpicos     | Juegos Olímpicos | Juegos Olímpicos |
| Año                | Lugar                | Medalla          | Categoría        |
| ------------------ | -------------------- | ---------------- | ---------------- |
| 2024               | París (Francia)      | Medalla de oro   | 89 kg            |
| Campeonato Mundial |                      |                  |                  |
| Año                | Lugar                | Medalla          | Categoría        |
| 2021               | Taskent (Uzbekistán) | Medalla de oro   | 81 kg            |
| 2024               | Manama (Baréin)      | Medalla de oro   | 89 kg            |
| Campeonato Europeo |                      |                  |                  |
| Año                | Lugar                | Medalla          | Categoría        |
| 2021               | Moscú (Rusia)        | Medalla de plata | 81 kg            |
| 2022               | Tirana (Albania)     | Medalla de plata | 89 kg            |
| 2023               | Ereván (Armenia)     | Medalla de oro   | 89 kg            |
| 2024               | Sofía (Bulgaria)     | Medalla de oro   | 89 kg            |
| 2025               | Chisináu (Moldavia)  | Medalla de oro   | 96 kg            |